# 이수근 김병만의 상류사회
《이수근 김병만의 상류사회》는 JTBC에서 방영되는 텔레비전 프로그램이며 2011년 12월 10일부터 2013년 6월 15일까지 방영되었다.

## 이수근 김병만의 상류사회 역사
- 이수근과 김병만이 상류 사회를 위해 전국 각지의 시청자들로부터 택배로 물품을 받아 그들만의 고품격 삶을 누리는 신개념 리얼 버라이어티 프로그램이다.[1] 46일째 상류사회를 마치고 2013년 6월 15일에 종영하였다.[2]

## 출연자
1호 방
- 이수근(1회부터 출연)
- 김병만(1회부터 출연)

3호 방
- 슈퍼주니어 신동(62회부터 출연)(76회 제외)
- 인피니트 성규(62회부터 출연)

### 택배맨
- 1대 : 안재현(1회부터 53회까지 출연)
- 2대 : 오현웅(55회부터 출연)

## 게스트

### 시즌 1
- 씨스타 (23회)
- 제국의 아이들 황광희 (24회)
- 김종민 (26회)
- 인피니트(장동우, 이성열, 엘, 이성종), 애프터스쿨(가은, 이영, 리지, 레이나) (34 ~ 35회)

### 시즌 2
3호 방
- 엠블랙(이준), 은지원 (43 ~ 45회)
- 인피니트(김성규, 장동우, 남우현, 이성열) (45 ~ 47회)
- 시크릿 (47 ~ 50회)
- 제국의 아이들(동준, 케빈), 유키스(수현, 케빈) (50 ~ 51회)
- 씨스타(보라, 소유) (53 ~ 55회)
- 슈퍼주니어(은혁, 신동, 성민) (55 ~ 57회)
- 윤형빈, 박휘순, 양세형 (57 ~ 59회)
- 리키 김, 류담, 노우진 (60 ~ 62회)
- 인피니트(남우현, 이성열) (75 ~ 77회)

2호 방
- 송은이, 김숙 (54 ~ 55회)
- 이국주, 박나래, 장도연 (58 ~ 59회)
- 박정철(2호 방에 입주했다가 3호 방에 합류) (60 ~ 62회)
- 전현무, 최송현 (63 ~ 64회)
- 2AM(정진운, 임슬옹, 조권) (65 ~ 67회)
- 김숙, 이영자, 권진영 (67 ~ 70회)
- 조혜련, 신봉선 (70 ~ 73회)
- 솔비, 정주리, 강예빈 (73 ~ 74회)
- 인피니트(호야, 엘, 이성종) (75 ~ 77회)
- 샤이니(온유, Key) (77 ~ 79회) 상류사회의 마지막 게스트다,

## 촬영 장소
서울특별시 영등포구의 백광빌딩 옥상
- 시즌 1
  - 최초의 옥탑방 : 왼쪽 방 - 이수근, 오른쪽 방 - 김병만
  - 호텔 미션 종료 후 리모델링한 옥탑방 : 왼쪽 방 - 이수근 (선택), 오른쪽 방 - 김병만
  - 올림픽 미션 종료 후 옥탑방 계약 기간 만료로 철거
- 시즌 2
  - 방 3칸으로 확장한 옥탑방
    - 3호 방 : 세입자(게스트)(43~62회), 신동, 성규 (장기 세입자)(62회~)
    - 2호 방 <복층 구조> : 옥탑 반상회, 스페셜 세입자(게스트)
    - 1호 방 : 이수근, 김병만 (월세 밀린 장기 세입자)
- 특집
  - 2012년 12월1일 개국 1주년 특집 "OPEN HOUSE"(여의도 광장)
    - 왼쪽 방 : 이수근
    - 오른쪽 방 : 김병만

## 진행 규칙

### 시즌 1
- 김병만과 이수근은 프로그램의 주무대인 펜트하우스에서 생활하며 제공된 의상만 입고 생활하도록 되어있다. (그러나 간혹은 시청자가 보내주는 의상을 입는 경우도 있다)
- 본 프로그램은 시청자가 보내주는 택배물품만으로 생활하며 더 많은 택배 물품을 받는 사람이 그 날의 승자가 된다.
- 승자는 보유중인 택배 물품중 최고의 물품을 선정하게 되며 최고의 물품을 보낸 시청자에겐 품위유지비 100만원이 지급된다.
- 만약 택배의 주인이 불문명한 수취인 불명 택배의 경우 게임을 통해 대결하여 이긴 승자가 수취인 불명의 택배 물품의 주인이 된다.
- 그동안 받은 택배물품중에서 상대방의 택배물품을 별도의 게임을 통하여 뺏어올 수 있다.

### 시즌 2 (상류사회: 옆방 사람들)
- 기본적으로 시청자 여러분의 택배로 생활
- 빈 방을 채워줄 최고급 살림장만의 기회 제공
- 입주한 게스트는 개인 의사에 따라 더 살 수도 있고, 방을 뺄 수 있다.
- 방을 뺄 때는 그동안 획득한 물건들을 가지고 나갈 수 있다. (단, 대결에서 승리해야 함)

## 미션 (시즌 1)
시즌 1(1~41회)에서 진행되었다.

### 99초 미션
최종 승자를 가리는 게임으로, 99초의 시간 내에 6개(또는 5개)의 미션들을 실패없이 완수해야 한다. 김병만과 이수근에게 주어지는 미션은 각각 다르며(공통미션이 주어지는 경우도 있다), 종목은 주로 시청자들이 보내준 택배 물품을 이용한 게임으로 이루어진다. 미션에서 이긴 사람은 상대방의 물건을 가져오면서 그 날의 최종 우승자가 된다. 31회처럼 99초 미션에서 이기더라도 그 날 받은 물건이 아닌 원래 있던 물건을 상대방에게서 가져오면 최종 우승자가 안 되는 경우도 있다.

### 장기 미션
미션이란 제작진이 지정한 물품들을 오직 시청자들의 택배로만 받아서(물론, 상대가 받은 물품을 뺏어오는 것도 가능) 지정 물품을 모두 획득하면 일정한 특권을 누리게 되는 제도이다. '상류사회'에서 진행했던 미션에는 다음이 있다.
- 최고급 호텔 레스토랑에서 식사하기 : 이수근 승리
- 2012 런던 올림픽 가기
  - 제 1차 아이템 얻기 : 김병만 승리
  - 제 2차 아이템 얻기 : 이수근 승리
    - 총 승리자 : 이수근 승리(37~38회 런던 촬영)

## 택배신청
- 전화 : 1661 - 3645(상류사회)
- 인터넷 신청 : 상류사회 택배신청 페이지
- 직접 배송 주소: 서울 성동구 성수동 1가 656-335번지 CJ 지엘에스 內 <이수근 김병만의 상류 사회> 앞 (우) 133-110

택배는 전화 신청, 인터넷 신청, 직접 배송(우편 접수)로 할 수 있으며, 직접 배송일 경우 택배비를 본인이 부담하여야 한다.
그리고 보낸 물건은 사정에 따라 방송에 나오지 않을 수도 있으며,
택배 물건을 기부하거나 다시 돌려받을 수가 있다.